# Erik Stocklin
Erik Flynn Stocklin, né le 24 septembre 1982, est un acteur américain. Il est connu pour ses rôles récurrents dans des séries télévisées telles que Mistresses, Stalker et Good Trouble, et pour son rôle principal dans la série originale Netflix Haters Back Off.

## Vie privée
Erik Stocklin a commencé à fréquenter Colleen Ballinger, sa partenaire de la série Haters Back Off, au début de 2018. Le couple s'est marié plus tard la même année et leur fils Flynn est né en décembre 2018. Puis, en novembre 2021, sa femme Colleen donne naissance à leurs jumeaux Wesley et Maisie. 

## Filmographie

### Cinéma
- 2011 : Donner Pass : Thomas
- 2012 : Nesting : Ben
- 2013 : Grey Sheep : Paul
- 2015 : The Bad Guys : Noah
- 2018 : High Voltage : Zach

### Télévision
- 2010 : First Day : Gregg (8 épisodes)
- 2011 : Vampire Diaries : Stevie
- 2012 : Let's Big Happy : Ryan (3 épisodes)
- 2013 : Mistresses : Sam Grey
- 2014 : Bones : Noah Gummersall
- 2014-2015: Stalker : Perry Whitley (13 épisodes)
- 2015 : Major Crimes : Brad Powell
- 2016 : Esprits criminels : Brian Philips
- 2016-2017 : Haters Back Off : Patrick Mooney (16 épisodes)
- 2017 : Girlboss : Dr Josh
- 2018 : Timeless : John Hinckley Jr.
- 2019 : Lucifer : Julian McCaffrey (2 épisodes)
- 2019 : Miranda Sings Live... Your Welcome : Patrick Mooney
- 2021 : Good Trouble : Matt (6 épisodes)